# Az időspirál
Az időspirál (Спираль времени) Georgij Szergejevics Martinov 1966-ban megjelent tudományos-fantasztikus regénye. Magyarországon a Móra Ferenc Ifjúsági Könyvkiadó (Budapest) és a Kárpáti Kiadó (Uzsgorod) közös gondozásában jelent meg 1973-ban 20 000 példányban.

## Történet
|  | Alább a cselekmény részletei következnek! |

Karelin professzor hipotézisét és annak matematikai bizonyítását, az időutazás elméleti lehetőségét, kétkedve fogadja a tudós társadalom. Hamarosan azonban egy egyiptomi régészeti feltárás során olyan leletre bukkannak egy szarkofágban, ami alátámasztja Karelin felvetését. Dair kézirata idegen lények atlantiszi látogatásáról szól, akik időgép segítségével közlekednek térben és időben egyaránt. Az időspirálról szóló előadás után Kotov irodalomtörténész egy másik kéziratra hívja fel Karelin figyelmét. A XIII. századból származó dokumentum megdöbbentő egyezéseket mutat a 12 ezer éves ókori történettel. A további kutatás során egy régi mongol kurgán feltáráskor találnak egy „vastuskót”, egy hatalmas fémhengert, amiről feltételezik, hogy a földönkívüliek időgépe lehet. A henger ismeretlen, és mindennek ellenálló fémből készült. Az időgép környéke fokozatosan településsé alakul, a Jövevények Városa nevet kapja. 65 évvel később egy nagyszabású óceán alatti projekt megvalósítása közben rátalálnak Atlantiszra. A régészeti feltárások során egy titokzatos fekete gömb is előkerül, ami kapcsolatba hozható az idegenekkel. 130 évvel a történet kezdetéhez képest egy másik fémhengert is találnak a tenger alatt. Azt is vizsgálat alá veszik, és ennek következtében az emberiség saját készítésű időgéppel kapcsolatba lép idegen civilizációkkal. Kim az időutazók pontos megjelenését is kiszámítja, a megjósolt napon megnyílik a fémhenger.
|  | Itt a vége a cselekmény részletezésének! |

## Szereplők
- Nyikolaj Tyihonovics Karelin, matematikus, amatőr régész
- Vaszilij Kicsov, régész
- Szafjanov, egyiptológus
- Konsztantyin Kotov, irodalomtörténész

### 65 évvel később
- Igor Gorelik, régész
- Alekszandra Kozlova, régész
- Vlagyimir Szuhanov, oceanografus mérnök
- Vlagyimir Dmitrevszkij, oceanografus

### 130 évvel később
- Kim, kibernetikus mérnök
- Szveta, Kim felesége
- Erik, Kim munkatársa
- Ella, Erik húga
- Tillak, fiziológus

### Atlantisziak
- Gezza, alpap
- Den, főpap
- Reni, Gezza tejtestvére, rabszolga
- Lana, Bora lánya
- Roz és Bora, uralkodók
- Dob, fekete rabszolga
- Moa, szabad atlantiszi
- Dair, balzsamozó Ta-Kem országából

### A középkorban
- Szubudaj-nojon[2]
- Gemibek, a nagy kagán osztagparancsnoka
- Dzselal, Gemibek unokaöccse
- Tohucsár Rasid, uléma, Dzsingisz kán követe
- Dzsogataj, nuker-parancsnok
- Cseszláv és családja
  - Boriszlava, a felesége
  - Lada, az idősebb lánya
  - Ljubava, a fiatalabb lánya

## Magyarul
- Az időspirál. Fantasztikus regény; ford. Sárközy Gyula, ill. Kondor Lajos; röv. kiad.; Móra, Bp., 1973

### Képregény
A Fülesben 1977-ben (29–46. számokban) jelent meg a mű képregény-változata Zórád Ernő feldolgozásában 36 oldalban. A Közgazdasági és Jogi Kiadó 1984-ben adta ki a 46 oldalas változatot.